# Siphonogorgia koellikeri
Siphonogorgia koellikeri is een zachte koraalsoort uit de familie Nidaliidae. De koraalsoort komt uit het geslacht Siphonogorgia. Siphonogorgia koellikeri werd in 1889 voor het eerst wetenschappelijk beschreven door Wright & Studer. 